# Euptychia attenboroughi
Euptychia attenboroughi är en i övre Amazonbäckenet, Venezuela 2015 nyupptäckt fjärilsart.

## Beskrivning
Kroppen är gråaktig med gråbruna till kastanjebruna vingar, som har fyra otydligt avgränsade kastanjebruna till mörkbruna längsband. På varje framvinge finns en ögonfläck, på bakvingen två på undersidan, samt tre (varav en mycket liten) på ovansidan. Framvingens längd på de beskrivna hanarna var 17 till 18 mm, på honorna 16 till 17 mm.
En förväxlingsart är Euptychia sophiae, som är nära släkt med denna art, och upptäcktes samtidigt.

## Utbredning
Förutom i Venezuela har Euptychia attenboroughi påträffats på två lokaler på gränsen mellan Colombia och Brasilien.

## Namn
Beträffande det vetenskapliga namnet förklarar forskarna: "Vi har namngivit denna fjäril för att hedra den store engelske naturforskaren, författaren och TV-presentatören Sir David Attenborough som öppnat ögon och hjärtan för naturvärlden hos miljoner genom sina inspirerande och informativa dokumentärer".